# Ichelgemmolen
De Ichelgemmolen is een watermolen in de tot de Vlaams-Brabantse gemeente Asse behorende plaats Mollem, gelegen aan Ichelgemstraat 23.
Deze watermolen op de Grote Molenbeek van het type bovenslagmolen fungeerde als korenmolen.

## Geschiedenis
De oudste vermelding van deze molen is van 1129. Deze molen lag overigens enkele honderden meter stroomafwaarts van de huidige molen op de beek. Eeuwenlang behoorde de molen toe aan de Commanderij van Pitzemburg van de Duitse Orde. Omstreeks 1721 werd een molen op de huidige plaats gebouwd. In de Franse tijd werd de molen onteigend en door de toenmalige overheid verkocht aan een particulier.
De molen deed dienst tot 1935. Er werd een nieuw woonhuis opgetrokken, de Trappenhoeve genaamd, en het molenhuis werd voortaan als bergruimte gebruikt. In de jaren '50 van de 20e eeuw werd het houten bovenslagrad verwijderd. In 2013 werd een vistrap in de beek aangelegd.